# Crancey
Crancey est une commune française, située dans le département de l'Aube en région Grand Est. Les habitants de Crancey sont les Cranceyons et Cranceyonnes.

## Géographie
| Périgny-la-Rose | Esclavolles-Lurey Marne    | Conflans-sur-Seine Marne   |
| Pont-sur-Seine  | Crancey                    | Saint-Hilaire-sous-Romilly |
|                 | Saint-Hilaire-sous-Romilly | Saint-Hilaire-sous-Romilly |

Le cadastre de 1821 donnait comme écarts : Biart, Bornot, Maugis, le Mesnil, le Moulin-à-vent, la Muelle, et le ruisseau Saint-Martin.
La commune est traversée par la  D619, le canal de dérivation de Bernières à Conflans, la Seine et la rivière Mezignot. Son territoire est sur l'Aube et à la limite de la Marne.

### Hydrographie

#### Réseau hydrographique
La commune est dans la région hydrographique « la Seine de sa source au confluent de l'Oise (exclu) » au sein du bassin Seine-Normandie. Elle est drainée par le canal de Derivation de Bernières a Conflans, la Seine, le ruisseau de Faverolles, le ruisseau de Sellières, un bras de Faverolles, un bras de Sellières, la Seine, la Seine, le ruisseau des Gues, le ruisseau Grand Voue et divers autres petits cours d'eau,.
La Seine, un fleuve long de 775 km, coule dans le Bassin parisien et notamment dans le département de l’Aube en le traversant du sud-est au nord-ouest. Elle longe la commune sur son flanc nord.
Le canal de dérivation de Bernières a Conflans, d'une longueur de 13 km, prend sa source dans la commune de Conflans-sur-Seine et se jette  dans la Seine à Nogent-sur-Seine, après avoir traversé cinq communes.
Le ruisseau de Faverolles, d'une longueur de 10 km, prend sa source dans la commune de Romilly-sur-Seine et se jette  dans la Seine à Pont-sur-Seine, après avoir traversé quatre communes.

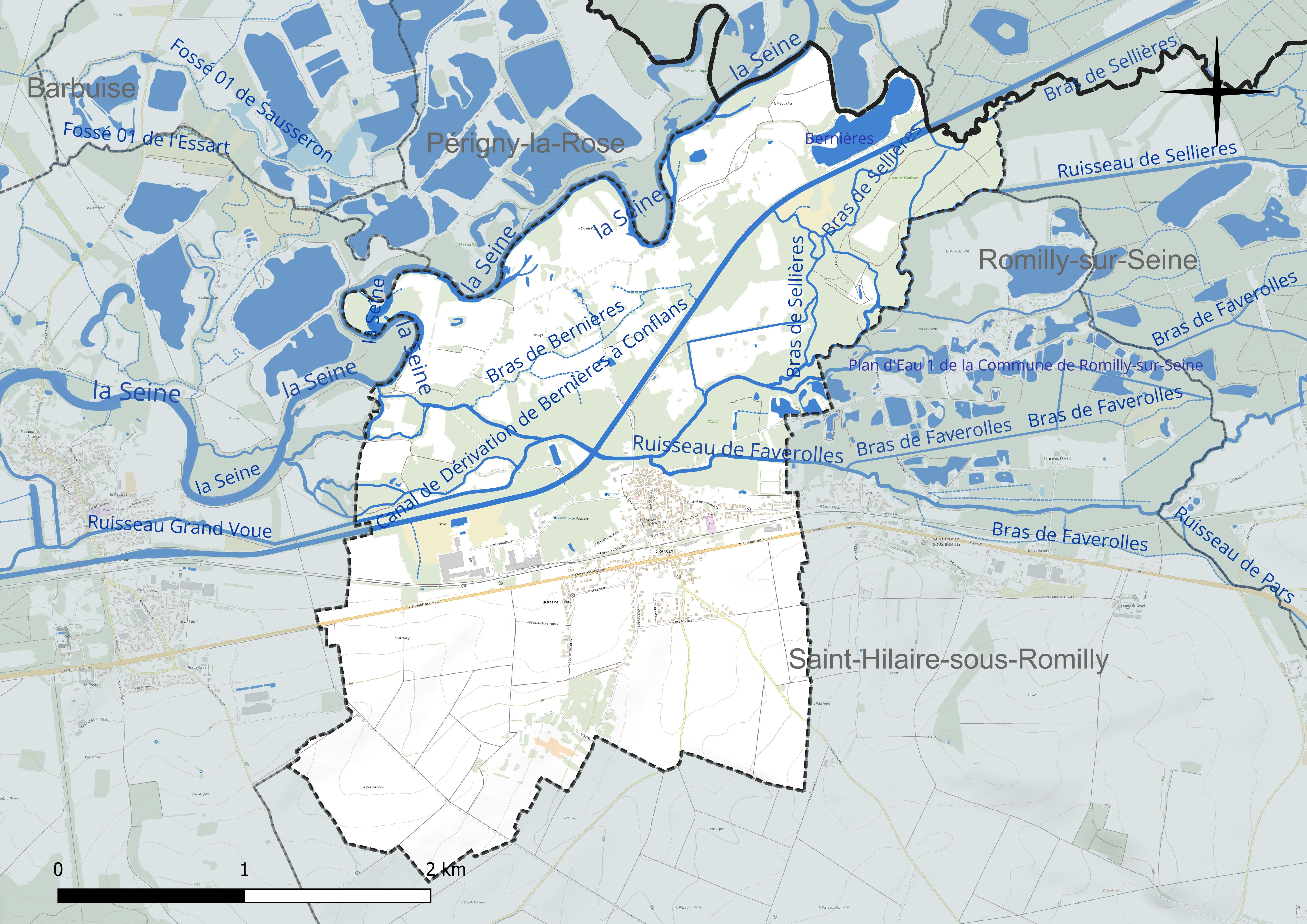
Réseau hydrographique de Crancey.

Un plan d'eau complète le réseau hydrographique : Bernières (10 ha),.

#### Gestion et qualité des eaux
Le territoire communal est couvert par le schéma d'aménagement et de gestion des eaux (SAGE) « Bassée Voulzie ». Ce document de planification concerne le territoire du bassin versant de l'Armançon qui s’étend sur 1 710 km2 et se répartit sur trois départements (l'Aube, l'Yonne et la Marne). Le périmètre a été arrêté le 2 septembre 2016, le diagnostic a été validé le 29 novembre 2022. La structure porteuse de l'élaboration et de la mise en œuvre est le Syndicat mixte ouvert de l’eau potable, de l’assainissement collectif, de l’assainissement non collectif, des milieux aquatiques et de la démoustication (SDDEA), dont le siège est à Troyes.
La qualité des cours d’eau peut être consultée sur un site dédié géré par les agences de l’eau et l’Agence française pour la biodiversité.

### Climat
Pour des articles plus généraux, voir Climat du Grand Est et Climat de l'Aube.
En 2010, le climat de la commune est de type climat océanique dégradé des plaines du Centre et du Nord, selon une étude du Centre national de la recherche scientifique s'appuyant sur une série de données couvrant la période 1971-2000. En 2020, Météo-France publie une typologie des climats de la France métropolitaine dans laquelle la commune est exposée à un climat océanique altéré et est dans la région climatique Nord-est du bassin Parisien, caractérisée par un ensoleillement médiocre, une pluviométrie moyenne régulièrement répartie au cours de l’année et un hiver froid (3 °C).
Pour la période 1971-2000, la température annuelle moyenne est de 10,7 °C, avec une amplitude thermique annuelle de 16 °C. Le cumul annuel moyen de précipitations est de 714 mm, avec 11,6 jours de précipitations en janvier et 7,7 jours en juillet. Pour la période 1991-2020, la température moyenne annuelle observée sur la station météorologique de Météo-France la plus proche, « Romilly », sur la commune de Romilly-sur-Seine à 7 km à vol d'oiseau, est de 11,2 °C et le cumul annuel moyen de précipitations est de 619,5 mm. 
La température maximale relevée sur cette station est de 42,3 °C, atteinte le 25 juillet 2019 ; la température minimale est de −25,2 °C, atteinte le 6 janvier 1971,,.
Les paramètres climatiques de la commune ont été estimés pour le milieu du siècle (2041-2070) selon différents scénarios d'émission de gaz à effet de serre à partir des nouvelles projections climatiques de référence DRIAS-2020. Ils sont consultables sur un site dédié publié par Météo-France en novembre 2022.

## Urbanisme

### Typologie
Au 1er janvier 2024, Crancey est catégorisée commune rurale à habitat dispersé, selon la nouvelle grille communale de densité à 7 niveaux définie par l'Insee en 2022.
Elle est située hors unité urbaine. Par ailleurs la commune fait partie de l'aire d'attraction de Romilly-sur-Seine, dont elle est une commune de la couronne,. Cette aire, qui regroupe 26 communes, est catégorisée dans les aires de moins de 50 000 habitants,.

### Occupation des sols
L'occupation des sols de la commune, telle qu'elle ressort de la base de données européenne d’occupation biophysique des sols Corine Land Cover (CLC), est marquée par l'importance des territoires agricoles (50,9 % en 2018), en augmentation par rapport à 1990 (50 %). La répartition détaillée en 2018 est la suivante : 
terres arables (32,4 %), forêts (31,8 %), prairies (15,7 %), zones urbanisées (9,2 %), milieux à végétation arbustive et/ou herbacée (5,8 %), cultures permanentes (2,8 %), eaux continentales (2,2 %). L'évolution de l’occupation des sols de la commune et de ses infrastructures peut être observée sur les différentes représentations cartographiques du territoire : la carte de Cassini (XVIIIe siècle), la carte d'état-major (1820-1866) et les cartes ou photos aériennes de l'IGN pour la période actuelle (1950 à aujourd'hui).

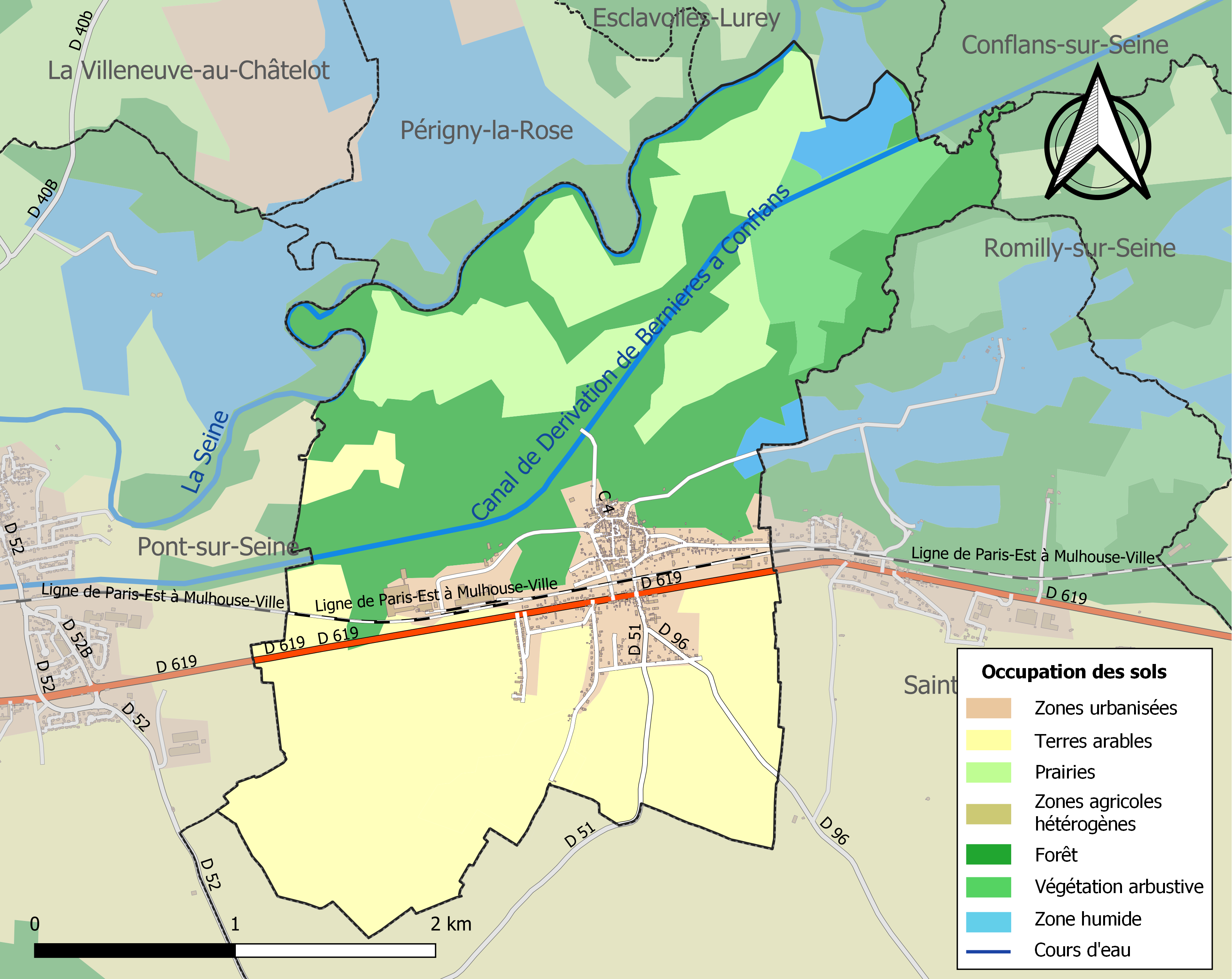
Carte des infrastructures et de l'occupation des sols de la commune en 2018 (CLC).

## Toponymie
Crecenceium en 1192, Cranceyum en 1407, Cresanceyum au XVIe siècle.

## Histoire
Un dépôt d'objets en bronze du premier âge du fer au lieu-dit Ruisseau-des-Suées. Durant l'Ancien régime, le village relevait de la baronnie de la Grève, il devint ensuite le siège de cette châtellenie avant que la disparition de la baronnie ne le rattache directement au marquisat de Pont. Parmi les premiers seigneurs cités vers 1172, il y avait Abraham de Provin et Pierre de Gelange qui devaient tous deux deux de garde pour leurs terres à Crancey. La baronnie de la Grève passe au XIIIe siècle aux seigneurs de Châtel. En 1668, Marie de Bragelonne, veuve de Claude Bouthillier faisait aveu d'une maison seigneuriale située dans mon bourg de crancé, en laquelle est l'auditoire pour tenir les plaids de ma justice, tenant d'une part et d'autre à la grande rue, d'autre au presbitaire.

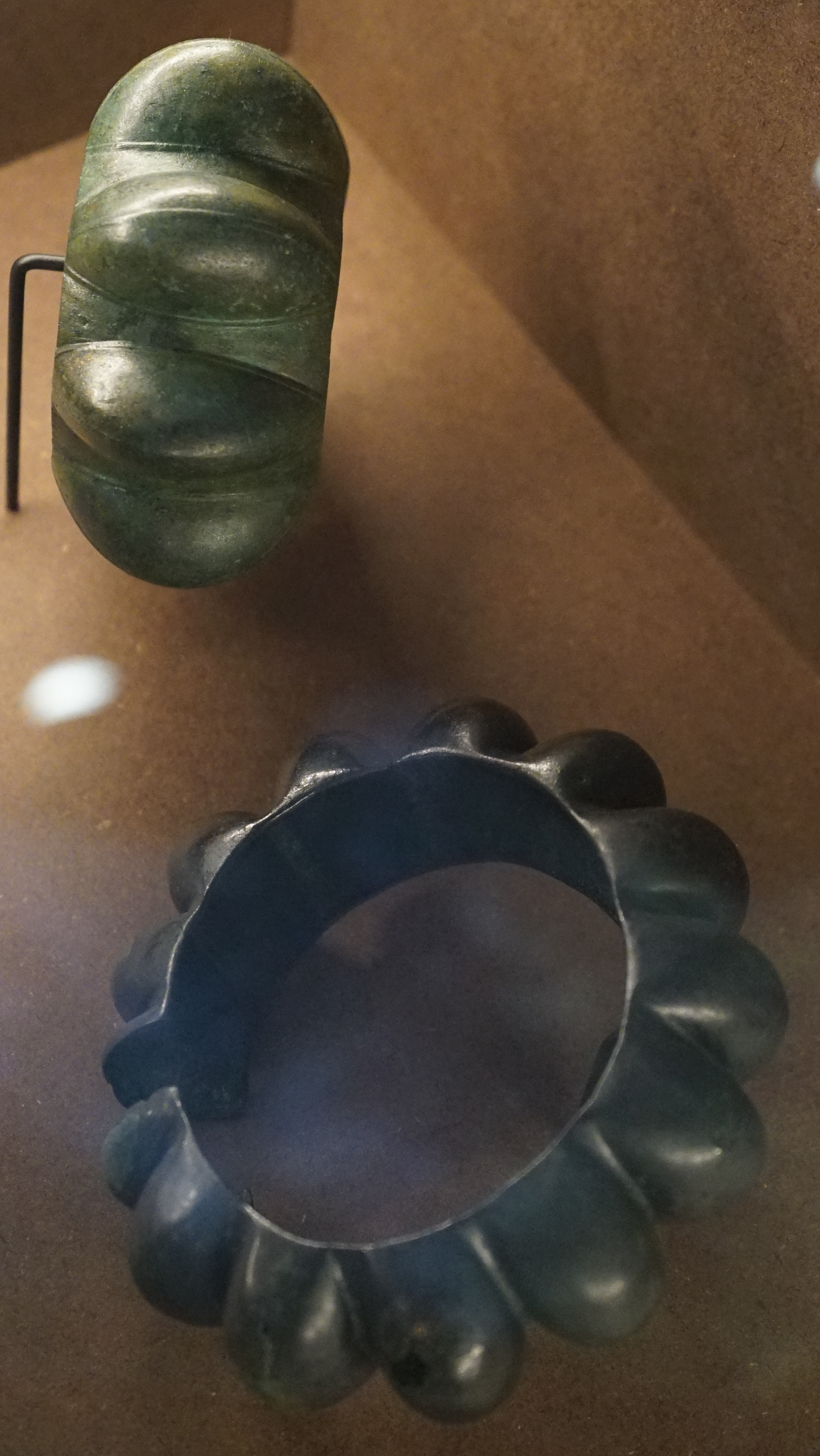
Bracelets au Musée Camille-Claudel.

Le village était entouré de murs jusqu'au XVIIIe siècle et la porte qui en fortifiait l'entrée fut abattue au milieu de ce siècle.
En 1789, le village dépendait de l'intendance et de la généralité de Paris, de l'élection de Nogent et du bailliage de Troyes. Avant 1654 l'élection était Troyes.

## Politique et administration
| Période                                  | Période  | Identité       | Étiquette | Qualité  |
| ---------------------------------------- | -------- | -------------- | --------- | -------- |
| avant 1988                               | ?        | James Donet    |           |          |
| mars 2001                                | En cours | Bernard Berton | LR        | Retraité |
| Les données manquantes sont à compléter. |          |                |           |          |

## Démographie
L'évolution du nombre d'habitants est connue à travers les recensements de la population effectués dans la commune depuis 1793. Pour les communes de moins de 10 000 habitants, une enquête de recensement portant sur toute la population est réalisée tous les cinq ans, les populations de référence des années intermédiaires étant quant à elles estimées par interpolation ou extrapolation. Pour la commune, le premier recensement exhaustif entrant dans le cadre du nouveau dispositif a été réalisé en 2008.

En 2022, la commune comptait 697 habitants, en évolution de −4,52 % par rapport à 2016 (Aube : +0,7 %, France hors Mayotte : +2,11 %).
| 1793 | 1800 | 1806 | 1821 | 1831 | 1836 | 1841 | 1846 | 1851 |
| ---- | ---- | ---- | ---- | ---- | ---- | ---- | ---- | ---- |
| 367  | 367  | 373  | 371  | 406  | 441  | 480  | 520  | 537  |

| 1856 | 1861 | 1866 | 1872 | 1876 | 1881 | 1886 | 1891 | 1896 |
| ---- | ---- | ---- | ---- | ---- | ---- | ---- | ---- | ---- |
| 527  | 547  | 547  | 548  | 527  | 472  | 476  | 493  | 496  |

| 1901 | 1906 | 1911 | 1921 | 1926 | 1931 | 1936 | 1946 | 1954 |
| ---- | ---- | ---- | ---- | ---- | ---- | ---- | ---- | ---- |
| 500  | 507  | 483  | 442  | 476  | 505  | 507  | 550  | 545  |

| 1962 | 1968 | 1975 | 1982 | 1990 | 1999 | 2006 | 2008 | 2013 |
| ---- | ---- | ---- | ---- | ---- | ---- | ---- | ---- | ---- |
| 528  | 563  | 849  | 928  | 833  | 840  | 817  | 811  | 758  |

| 2018 | 2022 | - | - | - | - | - | - | - |
| ---- | ---- | - | - | - | - | - | - | - |
| 708  | 697  | - | - | - | - | - | - | - |

## Culture locale et patrimoine

### Lieux et monuments
Église Saint-Loup de Troyes de Crancey
La paroisse était au doyenné de Pont-sur-Seine, relevait de la collation de l'évêque et avait Saint-Hilaire pour succursale. L'église à la dédicace de saint Loup a un sanctuaire du XIIe siècle et a été remaniée au XVIe siècle. La nef elle est du XIXe siècle et le clocher est déporté sur le collatéral sud. Elle possède plusieurs statues de petites natures du XVIe siècle :
- Vierge[27] en bois doré et polychrome,
- Saint Fiacre[28] en bois polychrome,
- Saint Michel[29] en bois polychrome,
- Saint Jean[30] en bois doré et polychrome.

### Héraldique
| Blason de Crancey | Blason  | De sinople à l'écusson d'or chargé d'un chevron d'azur accompagné de trois étoiles du même, ledit écusson accompagné en chef de deux gerbes de blé d'or et en pointe d'un pont droit d'une arche d'argent, maçonné de sable posé sur des ondes d'argent, le tout mouvant de la pointe. |
| Blason de Crancey | Détails | Adopté par la municipalité. |